# Shabir Isoufi
Shabir Isoufi (Kandahar, 9 maart 1992) is een voormalig Afghaans-Nederlands profvoetballer die speelde als middenvelder.
In 2001 kwam hij in Nederland en begon bij de AVV SDZ met voetballen. Hij speelde één seizoen in de jeugd bij AZ voor hij bij Feyenoord kwam. Hij speelde op huurbasis voor SBV Excelsior.
In de winterstop van het seizoen 2011-2012 werd bekend dat hij een half jaar op huurbasis gaat spelen bij Jupilerleague club FC Dordrecht. In het seizoen 2012/13 wordt hij verhuurd aan Telstar, dat hem daarna contracteerde. In het seizoen 2014/15 speelde hij voor BVV Barendrecht, om per 1 juli 2015 over te stappen naar ASWH. Vanaf 1 juli 2017 ging Isoufi voor SC Feyenoord voetballen. In 2020 ging hij naar VDL-Maassluis. Hij werd jeugdtrainer bij Feyenoord.
Met het Nederlands voetbalelftal onder 17 bereikte hij in 2009 de finale van het Europees kampioenschap voetbal onder 17. Ook nam hij deel aan het Wereldkampioenschap voetbal onder 17 - 2009.
Op 29 mei 2015 debuteerde hij in het Afghaans voetbalelftal in de vriendschappelijke wedstrijd bij Laos. Isoufi scoorde direct.
In 2016 veroverde hij de districtsbeker met ASWH.

## Statistieken
| Seizoen | Club                 | 9Wedstrijden | 1 goal | Competitie     |
| ------- | -------------------- | ------------ | ------ | -------------- |
| 2010/11 | →SBV Excelsior(huur) | 4            | 0      | Eredivisie     |
| 2011/12 | Feyenoord            | 0            | 0      | Eredivisie     |
| 2011/12 | →FC Dordrecht(huur)  | 10           | 1      | Jupiler League |
| 2012/13 | →Telstar (huur)      | 30           | 7      | Jupiler League |
| 2013/14 | Telstar              | 31           | 2      | Jupiler League |
| Totaal  | Totaal               | 75           | 10     |                |